# Hydrolycus scomberoides
Hydrolycus scomberoides es una especie de peces de la familia Cynodontidae en el orden de los Characiformes. Es llamada pez diablo a causa de sus descomunales y afilados dientes. También se le llama chambira (Perú), dientón o payara. Es un depredador muy rápido y exitoso; se acerca a sus presas haciéndose pasar por un pez NO enemigo y, al menor descuido, se abalanza rápidamente sobre su objetivo.

## Morfología
Los machos pueden llegar alcanzar los 117 cm de longitud total y 17,8 kg de peso.

## Hábitat
Es un pez de agua dulce y de clima tropical (24 °C-28 °C).

## Distribución geográfica
Se encuentran en Sudamérica:  cuenca del río Amazonas, río Orinoco y río Paragua.